# Kappelwiesen-Beim Roten Brunnen-Salzwiesen
Kappelwiesen-Beim Roten Brunnen-Salzwiesen ist ein mit Verordnung des Regierungspräsidiums Stuttgart vom 19. Dezember 1989 ausgewiesenes Naturschutzgebiet mit der Nummer 1.162. 

## Lage
Das Naturschutzgebiet befindet sich im Naturraum Obere Gäue und liegt in der Talaue des Talackerbachs, der etwa 1000 Meter nach dem Verlassen des Schutzgebiets am südlichen Stadtrand von Weil der Stadt in die Würm mündet. Die Kappelwiesen sind nahezu vollständig umgeben vom Landschaftsschutzgebiet Nr. 1.15.027 Heckengäu-Weil der Stadt.

## Schutzzweck
Laut Verordnung ist der Schutzzweck:
- die Erhaltung, Sicherung und Wiederherstellung einer Wiesenlandschaft mit genutzten und nicht genutzten Flächen in umweltschonender Bewirtschaftungsweise (Berücksichtigung der Belange des Natur- und Wasserschutzes in der Bewirtschaftung, kleinräumige Nutzung durch Erhaltung der Kleinparzellierung);
- die Sicherung und Förderung der ökologischen Vielfalt der Talaue, der Hängwiesen und des Talackerbaches mit allen Landschaftselementen;
- die Erhaltung trittfreier Bachufer und ungestörter Vegetationszonen in den nicht bewirtschafteten Aueflächen und damit die Sicherung unbeeinträchtigter Vegetationsentwicklung;
- die Erhaltung, Sicherung und Erneuerung des Naturgutes Wasser und Schutz vor Beeinträchtigungen jeglicher Art wie Änderung der Grünlandnutzung.

## Flora und Fauna
Auf den feuchten Fluren wachsen die Blühpflanzen Hecken-Kälberkropf und Gold-Kälberkropf, die in Deutschland zur zerstreut vorkommen. Im Gebiet brüten die gefährdeten Vogelarten Mönchsgrasmücke, Gartengrasmücke, Klappergrasmücke, Dorngrasmücke, Neuntöter, Braunkehlchen und Rebhuhn und es kommen die gefährdeten Schmetterlingsarten Großer Fuchs und Zwerg-Bläuling vor.